# ويليام آرمسترونغ بيرسي الثالث
ويليام آرمسترونغ بيرسي الثالث (بالإنجليزية: William Armstrong Percy III)‏ هو مؤرخ وأستاذ جامعي أمريكي، ولد في 10 ديسمبر 1933 في ممفيس في الولايات المتحدة.